# Consiliul german pentru sustenabilitatea clădirilor
Consiliul german pentru sustenabilitatea clădirilor, conform originalului din germană Deutsche Gesellschaft für Nachhaltiges Bauen, acronim DGNB, este o organizație non-profit, ne-guvernamentală și profesională din Germania, cu sediul la Stuttgart, creată cu scopul de a asista, îmbunătăți și progresa în domeniul proiectării și realizării construcțiilor clădirilor și structurilor de tip modern, sustenabile sau durabile.
Organizația non-profit este activă în mai multe direcții, așa cum sunt certificarea clădirilor sustenabile, acordarea de expertiză individualizată pentru proiecte, clădiri și structuri, precum și educarea tuturora prin cursuri de inițiere și specializare în această direcție.

## Istoric
Fondat în 2007, la 27 iunie, de către un grup de 16 inițiatori, crearea și existența acestui grup consultativ a fost extrem de pozitiv primită din multiple direcții.  Astăzi organizația numără peste 1.200 de organizații, membre ale DNGB, din întrega lume.

## Rol
DGNB este cea mai mare rețea europeană pentru construcții durabile, cu aproximativ 1.200 de organizații membre. Sistemul DGNB se bazează pe o înțelegere holistică a durabilității/sustenabilității, care include în mod egal mediul înconjurător, oamenii și eficiența economică. În plus, DNGB oferă cursuri de calificare și reciclare profesională a tuturor, care sunt implicați în construcții durabile/sustenabile. Astfel, peste 3.000 de persoane din peste 30 de țări au fost deja calificate ca experți în construcții durabile prin intermediul platformei de formare și educație a Academiei DGNB.

## Sistemul de certificare al clădirilor
După ce planul unei clădiri este prezentat institutului DGNB spre evaluare, proiectul primește certificare din multiple puncte de vedere, ecologic, energetic, economic și social-cultural. Cele mai importante aspecte ale certificării se referă la:
1. Calitatea ecologică;
2. Calitatea economică;
3. Calitatea socio-culturală;
4. Calitatea tehnică;
5. Calitatea alegerilor locului de realizare a construcției și
6. Calitatea procesului de realizare propriu-zisă a clădirilor și structurilor.[5]